# Pi Puppis
Pi Puppis (π Pup / HD 56855 / HR 2773) es la segunda estrella más brillante de la constelación de Puppis después de Naos (ζ Puppis), con una magnitud aparente de +2,71. Ocasionalmente también es conocida con el nombre de Ahadi. Es una estrella binaria situada a unos 1100 años luz de distancia del sistema solar.
Pi Puppis A es una estrella supergigante naranja de tipo espectral K3Ib. Su luminosidad es equivalente a 19.200 soles y su radio es 290 veces el radio solar, es decir, 1,35 UA. Su masa es unas 13 o 14 veces mayor que la masa solar, por lo que acabará sus días explotando como supernova.
A poco más de un minuto de arco es visible una compañera, Pi Puppis B. Es una estrella de tipo espectral B9.5, con una masa de 2,5 masas solares. La separación mínima con la estrella principal es de 20.000 UA, empleando unos 700.000 años en completar la órbita.
Ambas estrellas forman parte del cúmulo abierto Collinder 135. Las estrellas más brillantes del cúmulo, excepto Pi Puppis A, son enanas azules de tipo B2. Pi Puppis A es la estrella más masiva del grupo y como tal ha evolucionado antes y es la primera que se ha transformado en supergigante.